# Maria Elvira Salazar
Maria Elvira Salazar (Miami, 1º novembre 1961) è una giornalista e politica statunitense, membro della Camera dei Rappresentanti per lo stato della Florida dal 2021.

## Biografia
Nata nel quartiere di Little Havana a Miami, figlia di esuli cubani, Maria Elvira Salazar crebbe bilingue, parlando sia spagnolo che inglese. Trascorse parte della sua infanzia a Porto Rico.
Dopo aver studiato alla Deerborne School di Coral Gables ed essersi diplomata al Miami Dade College, nel 1983 la Salazar conseguì un Bachelor of Arts in comunicazione dall'Università di Miami e nel 1995 un Master in Public Administration dalla John F. Kennedy School of Government dell'Università di Harvard. 
Prima di entrare in politica, lavorò per circa trent'anni come giornalista per la rete in lingua spagnola Telemundo, dopo essere stata conduttrice di notizie per Mega TV, con sede a Miami. Lavorò anche per CNN Español e Univision. Nella sua carriera fu premiata con cinque Emmy per i suoi reportage in Nicaragua, Cuba e Repubblica Dominicana.
Entrata in politica con il Partito Repubblicano, nel 2018 si candidò alla Camera dei Rappresentanti per il seggio lasciato dalla deputata di lungo corso Ileana Ros-Lehtinen, ma fu sconfitta dall'avversaria democratica Donna Shalala, che era stata Segretario della salute e dei servizi umani sotto la presidenza Clinton.
Due anni dopo, Salazar annunciò la propria intenzione di candidarsi nuovamente per il seggio ed ottenne l'appoggio pubblico di Donald Trump. In questa occasione, riuscì a sconfiggere Donna Shalala con un margine di appena diecimila voti, in quella che rappresentò una sorpresa elettorale. Avendo contratto il COVID-19 non riuscì a presenziare al giuramento con gli altri deputati il 3 gennaio 2021 e si insediò alcuni giorni dopo.

## Vita privata
Salazar vive a Miami con le due figlie avute dal primo marito Renzo Maietto da cui ha divorziato nel 2010.